# Объявляю вас мужем и женой
«Объявляю вас мужем и женой» (исп. Y los declaro marido y mujer) — венесуэльский телесериал. Сценарий написан Ксиомарой Морено. Главные роли сыграли Хуан Пабло Раба и Марджори де Соуса. Также в сериале приняли участие Марлене де Андраде, Элиана Лопес, Уго Васкес, Вероника Шнайдер и Кристина Дикман.

## Сюжет
История повествует о четырёх женщинах Саойа Мухика, Элисабет Самора, Ребека Понти и Элоина Диас, которые живут на райском острове Маргарита. Все женщины и их возлюбленные столкнутся с непростыми испытаниями для своей любви и верности. Им придётся выбирать между личными интересами и настоящими чувствами.
В самом начале истории Саойа узнает, что её жених, Эфраин Товар, уже женат на Элоине. Когда Эфраин понял, что Саойа узнала правду, он обещает развестись с женой, но не выполняет обещания из-за Тибисай, своей дочери. Элоина также не даёт своему мужу быть счастливым.
Элисабет живёт счастливо со своим мужем. Её супруг, Хуан Андрес Гутьеррес, является главой рекламного агентства, где разрабатывают кампанию для острова Маргарита.
В это же время Ребека считает себя замужней и счастливой женщиной. Но позже она обнаруживает, что её брак — это обман, подстроенный её «мужем» Густаво Сампедро. Все усложняется тем, что Густаво отказывается иметь детей.
Четыре разные женщины начинают бороться за свою территорию и за любовь своих мужчин.

## Актёры
- Марджори де Соуса — Саойа Мухика Сегарра
- Хуан Пабло Раба — Хуан Андрес Гутьеррес
- Марлене де Андраде — Элисабет Самора Мухика де Гутьеррес
- Вероника Шнайдер — Ребека Понти де Сампедро
- Уго Васкес — Густаво Сампедро
- Кристина Дикман — Элоина Диас де Товар
- Карлос Гильермо Айдон — Эфраин Товар
- Дора Маццоне — Роса Сегарра де Мухика
- Арольдо Бетанкур — Хакобо Мухика
- Хавьер Видаль — Густаво Сампедро-старший
- Кьяра — Лола
- Елена Масьель — Эулалия «Лали» Сперт Мухика
- Карлос Альварес — Бернандо Ромеро
- Элиана Лопес — Лукреция[1]